# 日本宇宙少年団
公益財団法人日本宇宙少年団（こうえきざいだんほうじんにほんうちゅうしょうねんだん , YoungAstronautClub-Japan　通称:YAC）は内閣府所管の公益法人。少年団の一つ。
全国に約3,000名の団員、約800名の指導者を擁する日本宇宙少年団（YAC）は、1986年設立以来、団員登録人数30,000名（延べ）を超え、全国に広がる宇宙教育実践ネットワーク組織化された約130分団を中心に、科学工作・実験、自然・天体観察、野外・社会貢献活動など次世代を切り拓く『宇宙時代の地球人』を育む活動・事業を展開している。
また、2007年以降、日本を代表する宇宙機関であるJAXA（宇宙航空研究開発機構）宇宙教育センターとの宇宙教育活動に関する協定に基づいた本格的な連携・協力の取り組みも始まっている。

## 概要
- 主な目的：青少年への宇宙と科学技術の普及。
- 設立：1986年11月
- 代表者（理事長）：山崎直子[1]
- 顧問：的川泰宣
- 本部所在地：東京都千代田区神田錦町ちよだプラットフォームスクウェア1008